# Вирслига
Латвийската висша лига е най-високото ниво на латвийския клубен футбол.
Всеки сезон започва през април и завършва до ноември. Няма мачове през зимата заради неблагоприятния климат. От 2006 спонсор на лигата става латвийският телефонен оператор – Latvijas Mobilais Telefons. Тогава лигата официално е наречена ЛМТ Вирслига или за по-кратко – просто Вирслига. Някои от мачовете от първенството се излъчват по латвийската телевизия LTV7 и почти всеки мач се излъчва на живо по интернет от сайта www.sportacentrs.com.

## Формат
До сезон 2007 (включително), Вирслигата се състои от 8 отбора като всеки играе срещу всеки по 4 пъти – 2 пъти домакинства и 2 пъти гостува. Така в края на сезона всеки от отборите има общо 28 мача.
Все пак през сезон 2008 лигата се разраства до 10 отбора, а в края на сезон 2007 няма изпадане, за да се достигне нужната бройка. Същевременно от 2-рото ниво на латвийския футбол – Първа Лига, за Вирслигата се класират 2 отбора, а не както по регламент 1. Сезона се разеля на 2 етапа. През първия всеки отбори играе срещу всеки по 2 пъти. След което лигата се разделя на 2 части – първите 6 отбора играят отделно от последните 4. Първите достигат до бройката от 28 изиграни мача, за да бъде определен шампионът, а последните до 24, за да бъдат определени изпадащите. Този формат не се харесва на почти никой и след 2008 не се използва.
През 2009 всеки от отборите играе срещу другите 9 по 4 пъти – 2 пъти като домакин и 2 пъти като гост. Един от отборите – ФК Виндава се оттегля и в крайна сметка всеки от отборите е изиграл 32 мача. През следващия сезон всеки играе срещу всеки по 3 пъти за общя бройка от 27 мача.
В края на сезона последният отбор от Вирслигата изпада в Първа Лига, а първенецът от Първа Лига заема мястото му във Вирслигата. Предпоследният от Вирслигата играе 2 мача срещу втория от Първа Лига, за да се определи кой от двата тима ще получи мястото във Вирслигата.
Победителят във Вирслигата получава право на участие във УЕФА Шампионска лига, а завършилите съответно на второ и трето място играят в Лига Европа.

## Шампиони
| Година | Победител      | Втори      | Трети      | Голмайстор      | Клуб           | Гола | Треньор       |
| ------ | -------------- | ---------- | ---------- | --------------- | -------------- | ---- | ------------- |
| 1992   | Сконто         | ФК Йелгава | ФК ВЕФ     |                 |                |      |               |
| 1993   | Сконто         | Олимпия    | ФК Йелгава |                 |                |      |               |
| 1994   | Сконто         | ФК Йелгава | ФК ДАГ     |                 |                |      |               |
| 1995   | Сконто         | ФК Йелгава | ФК Стартс  |                 |                |      |               |
| 1996   | Сконто         | Даугава    | Динабург   |                 |                |      |               |
| 1997   | Сконто         | Даугава    | Динабург   |                 |                |      |               |
| 1998   | Сконто         | Металург   | Вентспилс  |                 |                |      |               |
| 1999   | Сконто         | Металург   | Вентспилс  |                 |                |      |               |
| 2000   | Сконто         | Вентспилс  | Металург   |                 |                |      |               |
| 2001   | Сконто         | Вентспилс  | Металург   |                 |                |      |               |
| 2002   | Сконто         | Вентспилс  | Металург   |                 |                |      |               |
| 2003   | Сконто         | Металург   | Вентспилс  |                 |                |      |               |
| 2004   | Сконто         | Металург   | Вентспилс  |                 |                |      |               |
| 2005   | Металург       | Сконто     | Вентспилс  |                 |                |      |               |
| 2006   | Вентспилс      | Металург   | Сконто     |                 |                |      |               |
| 2007   | Вентспилс      | Металург   | ФК Рига    |                 |                |      |               |
| 2008   | Вентспилс      | Сконто     | Динабург   |                 |                |      |               |
| 2009   | Металург       | Вентспилс  | Сконто     |                 |                |      |               |
| 2010   | Сконто         | Вентспилс  | Металург   | Денисс Ракелс   | Металург       | 18   |               |
| 2011   | Вентспилс      | Металург   | Даугава    | Натан Жуниор    | Сконто         | 22   |               |
| 2012   | Даугава        | Сконто     | Вентспилс  | Мамука Гонгадзе | Даугава        | 18   |               |
| 2013   | Вентспилс      | Сконто     | Даугава    |                 |                | 16   | Пучинскас     |
| 2014   | Вентспилс      | Сконто     | Даугава    | Гутковскис      | Сконто         | 28   | Пучинскас     |
| 2015   | Лиепая         | Сконто     | Вентспилс  | Икауниекс       | Лиепая         | 15   | Добрецовс     |
| 2016   | Спартак Юрмала | Йелгава    | Вентспилс  | Карлсонс        | Вентспилс      | 17   | Кубарев       |
| 2017   | Спартак Юрмала | Лиепая     | ФК Рига    | Евгени Козлов   | Спартак Юрмала | 13   | Йозеф Вукошич |

## Шампиони по клубове
| Клуб           | Шампион | Години                                                                            |
| -------------- | ------- | --------------------------------------------------------------------------------- |
| Сконто         | 14      | 1992, 1993, 1994, 1995, 1996, 1997, 1998, 1999, 2000, 2001 2002, 2003, 2004, 2010 |
| Вентспилс      | 6       | 2006, 2007, 2008, 2011, 2013, 2014                                                |
| Рига ФК        | 3       | 2018, 2019, 2020                                                                  |
| РФШ (Рига)     | 3       | 2021, 2023, 2024                                                                  |
| Металург       | 2       | 2005, 2009                                                                        |
| Спартак Юрмала | 2       | 2016, 2017                                                                        |
| Даугава        | 1       | 2012                                                                              |
| Лиепая         | 1       | 2015                                                                              |